# Tartus
Tartus (în arabă طرطوس, în evul mediu cunoscut ca Tortosa) este un oraș situat pe coasta mediteranǎ a Siriei. Dupǎ Latakia, este al doilea port ca mǎrime din țarǎ, centru administrativ al guvernoratului omonim. În latină orașul a purtat numele de Antaradus, iar cruciații îl numeau Antartus sau Tortosa.

## Istorie
De la fenicieni în Tartus sau pǎstrat puține urme, pe acele timpuri mult mai mare și mai important era orașul vecin Aruad - unica insulă în Marea Mediterană, care aparține Siriei.
Orașul a fost unul privilegiat pe timpul împăratului Constantin cel Mare, deoarece populația din Tartus se închina Fecioarei Maria. Se crede că prima capelă în cinstea ei a fost construită anume aici, în secolul al III-lea. Două secole mai tîrziu, un cutremur a distrus capela, dar a supraviețuit în mod miraculos altarul. Biserica Mǎicii Domnului din Tartus a fost construitǎ în onoarea acestui eveniment de către cruciați în 1123. În această biserică se păstrează acum altarul vechi, acesta fiind vizitat de pelerini din întreaga lume. După recucerirea orașului de cǎtre musulmani, biserica a fost folositǎ ca moschee, iar în perioada otomană ca cazarmă. În timpul conducerii franceze biserica a fost renovatǎ și în prezent este muzeu.
Atît timp cît Tartus sa aflat sub controlul Templierilor, aici au fost îmbunătățite fortificațiile orașului și pe insula Aruad. Saladin a cucerit împrejurimile orașului în 1188, iar templierii s-au întărit bine în oraș. Atfel, Tartus spre deosebire de restul Țării Sfinte a rămas sub controlul templierilor pînǎ în 1291, când dupǎ un asediu crîncenn orașul a fost pǎrǎsit, cruciații refugiindu-se pe Aruad, acolo au rezistat încǎ 10 ani.